# Radio Switch
『Radio Switch』（レディオ・スイッチ）は、2015年4月1日から2017年3月30日までエフエム大分で放送されていたラジオ番組。
1日の仕事が終わり、気持ちのスイッチを切り替えようとしているリスナーにタイムリーな情報を伝えていた夕方のワイド番組。毎週月曜 - 木曜 17:00 - 18:55（日本標準時）に、大分市府内町にあるハニカムプラザ1階のスタジオから生放送されていた。
番組は2017年春の改編で終了した。

## タイムテーブル
- 17:00〜 オープニング
- 17:06〜 Switch Topics
- 17:19〜 交通情報【Traffic Information】 （木）〈オーシー〉
- 17:20〜
  - （水）Eternal Lovesongs
  - （木）洋楽温泉〈新車リース「スーパー乗るだけセット」〉
- 17:30〜 SUZUKI presents NAGASE The Standard【長瀬智也/TOKIO】〈SUZUKI〉
- 17:40〜 交通情報【Traffic Information】（水）〈岩尾文具グループ〉
- 17:55〜 NEWS（木）〈Honda Cars 西大分〉
- 18:00〜 エンタメ Switch!（水）〈新車リース「スーパー乗るだけセット」〉
- 18:30〜 曜日別パーソナリティコーナー
  - （火）タイムスリップ630
  - （水）Vegetable, nanitaberu?
- 18:35〜 天気情報【Weather Information】

## パーソナリティ
- 〈2016年10月3日以降のパーソナリティ〉
  - （月・水）米澤有加
  - （火・木）立川麻湖
- 〈2015年10月1日以降のパーソナリティ〉
  - （月・水）梶川美樹
  - （火・木）立川麻湖
- 〈2015年10月1日以前のパーソナリティ〉
  - （月・木）後藤圭子
  - （火）立川麻湖
  - （水）梶川美樹